# 한국프로농구 플레이오프 2015
2014-2015 KCC 프로 농구의 포스트시즌은 2015년 3월 8일부터 시작하여 2015년 4월 4일에 종료되었다.

## 순위
| 성적 | 팀                     | 경기수 | 승 | 패 | 승률  | 승차 | 비고        |
| ---- | ---------------------- | ------ | -- | -- | ----- | ---- | ----------- |
| 1    | 울산 모비스 피버스     | 54     | 39 | 15 | 0.722 | 0    | 4강 PO 직행 |
| 2    | 원주 동부 프로미       | 54     | 37 | 17 | 0.685 | 2.0  | 4강 PO 직행 |
| 3    | 서울 SK 나이츠         | 54     | 37 | 17 | 0.685 | 2.0  | 6강 PO 진출 |
| 4    | 창원 LG 세이커스       | 54     | 32 | 22 | 0.593 | 7.0  | 6강 PO 진출 |
| 5    | 고양 오리온스          | 54     | 31 | 23 | 0.574 | 8.0  | 6강 PO 진출 |
| 6    | 인천 전자랜드 엘리펀츠 | 54     | 25 | 29 | 0.463 | 14.0 | 6강 PO 진출 |
| 7    | 부산 KT 소닉붐         | 54     | 23 | 31 | 0.426 | 16.0 | 진출실패    |
| 8    | 안양 KGC인삼공사       | 54     | 23 | 31 | 0.426 | 16.0 | 진출실패    |
| 9    | 전주 KCC 이지스        | 54     | 12 | 42 | 0.222 | 27.0 | 진출실패    |
| 10   | 서울 삼성 썬더스       | 54     | 11 | 43 | 0.204 | 28.0 | 진출실패    |

| 성적 | 팀                     | 경기수 | 승 | 패 | 승률  | 승차 | 비고            |
| ---- | ---------------------- | ------ | -- | -- | ----- | ---- | --------------- |
| 1    | 울산 모비스 피버스     | 54     | 39 | 15 | 0.722 | 0    | 챔피언전 우승   |
| 2    | 원주 동부 프로미       | 54     | 37 | 17 | 0.685 | 2.0  | 챔피언전 준우승 |
| 3    | 창원 LG 세이커스       | 54     | 32 | 22 | 0.593 | 7.0  | 4강 PO 진출     |
| 4    | 인천 전자랜드 엘리펀츠 | 54     | 25 | 29 | 0.463 | 14.0 | 4강 PO 진출     |
| 5    | 서울 SK 나이츠         | 54     | 37 | 17 | 0.685 | 2.0  | 6강 PO 진출     |
| 6    | 고양 오리온스          | 54     | 31 | 23 | 0.574 | 8.0  | 6강 PO 진출     |
| 7    | 부산 KT 소닉붐         | 54     | 23 | 31 | 0.426 | 16.0 | 진출실패        |
| 8    | 안양 KGC인삼공사       | 54     | 23 | 31 | 0.426 | 16.0 | 진출실패        |
| 9    | 전주 KCC 이지스        | 54     | 12 | 42 | 0.222 | 27.0 | 진출실패        |
| 10   | 서울 삼성 썬더스       | 54     | 11 | 43 | 0.204 | 28.0 | 진출실패        |

## 토너먼트표
|  | 6강 플레이오프 | 6강 플레이오프         | 6강 플레이오프 |  |  | 4강 플레이오프 | 4강 플레이오프         | 4강 플레이오프 |                  |   | 챔피언 결정전 | 챔피언 결정전      | 챔피언 결정전 |  |
|  |                |                        |                |  |  |                |                        |                |                  |   |               |                    |               |  |
|  | 4              | 창원 LG 세이커스       | 3              |  |  |                |                        |                |                  |   |               |                    |               |  |
|  | 5              | 고양 오리온스          | 2              |  |  | 1              | 울산 모비스 피버스     | 3              |                  |   |               |                    |               |  |
|  |                |                        |                |  |  | 4              | 창원 LG 세이커스       | 2              |                  |   |               |                    |               |  |
|  |                |                        |                |  |  |                |                        |                |                  |   | 1             | 울산 모비스 피버스 | 4             |  |
|  | 3              | 서울 SK 나이츠         | 0              |  |  |                |                        | 2              | 원주 동부 프로미 | 0 |               |                    |               |  |
|  | 6              | 인천 전자랜드 엘리펀츠 | 3              |  |  | 2              | 원주 동부 프로미       | 3              |                  |   |               |                    |               |  |
|  |                |                        |                |  |  | 6              | 인천 전자랜드 엘리펀츠 | 2              |                  |   |               |                    |               |  |

## 6강 플레이오프

### 1차전
| 2015년 3월 8일 창원 창원실내체육관 | 창원 LG 세이커스 | 82 | 19 (1Q) 19 19 (2Q) 15 22 (3Q) 18 22 (4Q) 10 | 62 | 고양 오리온스 |

| 2015년 3월 9일 서울 잠실학생체육관 | 서울 SK 나이츠 | 72 | 17 (1Q) 28 19 (2Q) 15 23 (3Q) 19 13 (4Q) 25 | 87 | 인천 전자랜드 엘리펀츠 |

### 2차전
| 2015년 3월 10일 창원 창원실내체육관 | 창원 LG 세이커스 | 72 | 17 (1Q) 24 21 (2Q) 13 18 (3Q) 15 16 (4Q) 24 | 76 | 고양 오리온스 |

| 2015년 3월 11일 서울 잠실학생체육관 | 서울 SK 나이츠 | 75 | 25 (1Q) 20 12 (2Q) 23 21 (3Q) 10 17 (4Q) 23 | 76 | 인천 전자랜드 엘리펀츠 |

### 3차전
| 2015년 3월 12일 고양 고양체육관 | 고양 오리온스 | 73 | 22 (1Q) 14 12 (2Q) 18 23 (3Q) 20 16 (4Q) 22 | 74 | 창원 LG 세이커스 |

| 2015년 3월 13일 인천 삼산월드체육관 | 인천 전자랜드 엘리펀츠 | 91 | 15 (1Q) 15 18 (2Q) 21 24 (3Q) 18 20 (4Q) 23 14 (연장) 11 | 88 | 서울 SK 나이츠 |

### 4차전
| 2015년 3월 14일 고양 고양체육관 | 고양 오리온스 | 77 | 21 (1Q) 16 14 (2Q) 14 25 (3Q) 18 17 (4Q) 15 | 63 | 창원 LG 세이커스 |

### 5차전
| 2015년 3월 16일 창원 창원실내체육관 | 창원 LG 세이커스 | 83 | 20 (1Q) 20 23 (2Q) 21 28 (3Q) 13 12 (4Q) 26 | 80 | 고양 오리온스 |

## 4강 플레이오프

### 1차전
| 2015년 3월 18일 울산 동천체육관 | 울산 모비스 피버스 | 86 | 29 (1Q) 18 16 (2Q) 17 25 (3Q) 20 16 (4Q) 16 | 71 | 창원 LG 세이커스 |

| 2015년 3월 19일 원주 원주종합체육관 | 원주 동부 프로미 | 62 | 17 (1Q) 22 13 (2Q) 14 23 (3Q) 11 9 (4Q) 19 | 66 | 인천 전자랜드 엘리펀츠 |

### 2차전
| 2015년 3월 20일 울산 동천체육관 | 울산 모비스 피버스 | 69 | 18 (1Q) 22 12 (2Q) 18 16 (3Q) 13 23 (4Q) 22 | 75 | 창원 LG 세이커스 |

| 2015년 3월 21일 원주 원주종합체육관 | 원주 동부 프로미 | 82 | 21 (1Q) 17 26 (2Q) 17 19 (3Q) 17 16 (4Q) 23 | 74 | 인천 전자랜드 엘리펀츠 |

### 3차전
| 2015년 3월 22일 창원 창원실내체육관 | 창원 LG 세이커스 | 79 | 17 (1Q) 19 15 (2Q) 23 23 (3Q) 22 24 (4Q) 22 | 86 | 울산 모비스 피버스 |

| 2015년 3월 23일 인천 삼산월드체육관 | 인천 전자랜드 엘리펀츠 | 51 | 11 (1Q) 13 16 (2Q) 14 18 (3Q) 10 6 (4Q) 18 | 55 | 원주 동부 프로미 |

### 4차전
| 2015년 3월 24일 창원 창원실내체육관 | 창원 LG 세이커스 | 84 | 18 (1Q) 15 15 (2Q) 15 20 (3Q) 20 31 (4Q) 29 | 79 | 울산 모비스 피버스 |

| 2015년 3월 25일 인천 삼산월드체육관 | 인천 전자랜드 엘리펀츠 | 79 | 18 (1Q) 12 19 (2Q) 12 18 (3Q) 18 24 (4Q) 16 | 58 | 원주 동부 프로미 |

### 5차전
| 2015년 3월 26일 울산 동천체육관 | 울산 모비스 피버스 | 78 | 17 (1Q) 18 18 (2Q) 8 21 (3Q) 18 22 (4Q) 23 | 67 | 창원 LG 세이커스 |

| 2015년 3월 27일 원주 원주종합체육관 | 원주 동부 프로미 | 74 | 25 (1Q) 22 17 (2Q) 10 17 (3Q) 25 15 (4Q) 13 | 70 | 인천 전자랜드 엘리펀츠 |

## 챔피언 결정전
2014-2015 KCC 프로 농구 챔피언 결정전은 2015년 3월 29일부터 2015년 4월 4일까지 진행되었다. 

### 1차전
| 2015년 3월 29일 울산 동천체육관 | 울산 모비스 피버스 | 64 | 16 (1Q) 17 21 (2Q) 11 15 (3Q) 18 12 (4Q) 8 | 54 | 원주 동부 프로미 |

### 2차전
| 2015년 3월 31일 울산 동천체육관 | 울산 모비스 피버스 | 83 | 20 (1Q) 22 15 (2Q) 21 24 (3Q) 9 24 (4Q) 13 | 65 | 원주 동부 프로미 |

### 3차전
| 2015년 4월 2일 원주 원주종합체육관 | 원주 동부 프로미 | 72 | 17 (1Q) 20 12 (2Q) 20 23 (3Q) 13 20 (4Q) 27 | 80 | 울산 모비스 피버스 |

### 4차전
| 2015년 4월 4일 원주 원주종합체육관 | 원주 동부 프로미 | 73 | 13 (1Q) 19 23 (2Q) 26 25 (3Q) 20 12 (4Q) 16 | 81 | 울산 모비스 피버스 |

| 2014-2015 프로농구 우승       |
| ----------------------------- |
| 울산 모비스 피버스 6번째 우승 |

## 트리비아
- 인천 전자랜드 엘리펀츠는 KBL 최초로 정규리그 6위팀이 3:0으로 4강에 진출하는 대이변을 연출하였다.
- 창원 LG 세이커스의 데이본 제퍼슨은 울산 모비스 피버스와의 4강 1차전에서 애국가 도중 몸풀기 행동으로 논란이 되었으며, 이 후 제퍼슨은 정성없는 사과 및 과거 트위터에서의 행동 문제로 팀에서 퇴출되었다.
- 울산 모비스 피버스는 이번 시즌을 포함해 3연속 챔피언을 달성했으며, 통산 4번째 통합 우승을 달성하였다.